# 夏日衝擊

夏日衝擊官方標誌

夏日衝擊（英語：SummerSlam），是世界摔角娛樂每年一度的世界摔角娛樂付費收看節目（WWE Pay-Per-View）之一，通常於每年8月時舉行。它也被稱為「夏天最大的派對」，同時它也與摔角狂熱、皇家大戰、強者生存並列為最盛大的四場付費收看賽事。

## 外部連結
- 夏日衝擊官方網站 （页面存档备份，存于）（英文）
- Archived Results and Trivia
- 夏日衝擊(WWE SummerSlam)官方facebook粉絲專頁（英文）
- WWE官方YouTube頻道 （页面存档备份，存于）（英文）